# Ardita Ausonia Football Club
L'Ardita Ausonia Football Club fu una squadra di calcio di Milano attiva dal 1921 al 1925, erede dell'Ausonia Pro Gorla.

## Storia
La squadra fu la terza incarnazione di una realtà calcistica milanese di inizio secolo. L'Ausonia Football Club fu fondata a Milano, il 4 giugno 1905, dalla casa automobilistica Ausonia, allo scopo di sponsorizzare le proprie autovetture elettriche. I colori sociali erano il rosso e il nero. Nel 1912 fu acquisita dalla Società Sportiva Pro Gorla di Gorla Primo e ne divenne la Sezione Calcio come Ausonia Pro Gorla il 7 gennaio 1912. Da quel momento, l'Ausonia indossò i colori della Pro Gorla (maglia bianco-celeste a strisce verticali).
Dopo alcune stagioni altalenanti vissute dall'Ausonia Pro Gorla, la compagine originaria nel 1921 si scisse dalla polisportiva unendosi all'Ardita Football Club di Milano creando così l'Ardita Ausonia Football Club. Rimasta fedele alla F.I.G.C. nell'anno della secessione 1921-1922, l'Ardita Ausonia disputò il campionato di Promozione Lombarda girone B classificandosi quarta.
Il pessimo piazzamento dei milanesi non consentirono loro di essere tra le squadre ammesse alla nuova Seconda Divisione e perciò l'Ardita Ausonia disputò il campionato di Terza Divisione Lombarda 1922-1923, terminando imbattuta dopo 10 giornate. Entrata nel girone finale per il titolo, terminò al 4º posto a 3 punti dall'A.V.C. Vogherese, mentre il campionato fu vinto dalla Canottieri Lecco.
La stagione successiva, il 1923-1924, fu la fotocopia della precedente: l'Ardita Ausonia vinse il girone E con una sola sconfitta al passivo e terminò seconda il girone di finale che laureò ancora una volta la Canottieri Lecco campione lombardo.
Persi alcuni dei migliori elementi e non più in ottime finanze, il club disputò un mediocre campionato di Terza Divisione piazzandosi sesta su 8 nel girone A. Ma fu anche il suo ultimo e peggiore campionato, perché a fine stagione 1924-1925 l'Ausonia si sciolse definitivamente.